# مجموعه‌های آموزشی بارونز
مجموعه‌های آموزشی بارونز (به انگلیسی: Barron's Educational Series) یک شرکت آمریکایی آماده‌سازی جهت آزمون است که در سال ۱۹۴۱ به عنوان ناشر منابع جهت کمک به دانش‌آموزان به‌منظور آماده‌سازی برای آزمون ورودی کالج بنیان گذاشته شد. این شرکت کلاس‌های آماده‌سازی آزمون کالج را به‌صورت آنلاین ارائه می‌کند.
این شرکت همچنین منابع لازم جهت آزمون‌های اس‌ای‌تی، خروجی دبیرستان کالیفرنیا، مهارت دبیرستان کالیفرنیا، تعیین‌سطح پیش‌رفته، تافل و آیلتس را ارائه می‌کند.